# 伊朗人民敢死游击队组织
伊朗人民敢死游击队组织（羅馬化：Sāzmān-e čerikhā-ye Fadāʾi-e ḵalq-e Irān）是伊朗历史上的一个马克思列宁主义地下游击队组织。该组织出现于1963年末；1971年4月，形成统一组织。该组织主张通过武装斗争推翻巴列维王朝，该组织拒绝改良主义，并受毛泽东、切·格瓦拉和雷吉斯·德布雷的思想影响。该组织批评伊朗民族阵线和伊朗自由运动为“小资产阶级纸上组织”。该组织一开始也批评苏联和伊朗人民党，后来转而与它们合作。1980年6月，该组织分裂为伊朗人民敢死游击队组织（多数派）和伊朗人民敢死游击队组织（少数派）。